# Alvord (Iowa)
Alvord es una ciudad situada en el condado de Lyon, Estado de Iowa, Estados Unidos. Según el censo de 2000 tenía una población de 187 habitantes.

## Demografía
Según el censo de 2000, había 187 personas, 75 hogares y 54 familias residiendo en la localidad. La densidad de población era de 264,39 hab./km². Había 80 viviendas con una densidad media de 114,4 viviendas/km². El 100,00 de los habitantes eran blancos. 
Según el censo, de los 75 hogares, en el 33,3% había menores de 18 años, el 69,3% pertenecía a parejas casadas, el 2,7% tenía a una mujer como cabeza de familia, y el 26,7% no eran familias. El 25,3% de los hogares estaba compuesto por un único individuo, y el 14,7% pertenecía a alguien mayor de 65 años viviendo solo. El tamaño promedio de los hogares era de 2,49 personas, y el de las familias de 3,02.
La población estaba distribuida en un 24,1% de habitantes menores de 18 años, un 8,6% entre 18 y 24 años, un 27,8% de 25 a 44, un 24,1% de 45 a 64, y un 15,5% de 65 años o mayores. La media de edad era 36 años. Por cada 100 mujeres había 94,8 hombres. Por cada 100 mujeres de 18 años o más, había 94,5 hombres.
Los ingresos medios por hogar en la localidad eran de 38.750 dólares ($), y los ingresos medios por familia eran 41.786 $. Los hombres tenían unos ingresos medios de 31.350 $ frente a los 20.625 $ para las mujeres. La renta per cápita para la ciudad era de 17.300 $. El 2.0% de la población estaba por debajo del umbral de pobreza. El 16,7% de los habitantes de 65 años o más vivían por debajo del umbral de pobreza.

## Geografía
Según la Oficina del Censo de los Estados Unidos, la localidad tiene un área total de 0,71 km², la totalidad de los cuales corresponden a tierra firme.